# American Chopper
American Chopper es una serie de televisión emitida por Discovery Channel, del tipo reality show y en parte documental. Se transmite en España y Uruguay a través del canal Discovery en Español y Discovery MAX, y en Latinoamérica a través del canal Discovery Turbo. La serie la produce Pilgrim Films & Television Inc. La compañía Activision también ha lanzado dos videojuegos sobre el tema.
La serie, que comenzó a emitirse en septiembre de 2002, —teniendo siete temporadas—, muestra la actividad cotidiana en un taller de diseño y montaje de motocicletas exclusivas y personalizadas de tipo chopper. El taller pertenece a la compañía Orange County Choppers (OCC), y está situado en el estado de Nueva York, en el condado de Orange.
La empresa OCC está dirigida por Paul Teutul, uno de los protagonistas de la serie, junto con sus hijos Paul Jr. y Mikey, y otros empleados a los que se da un importante papel.

## La empresa OCC

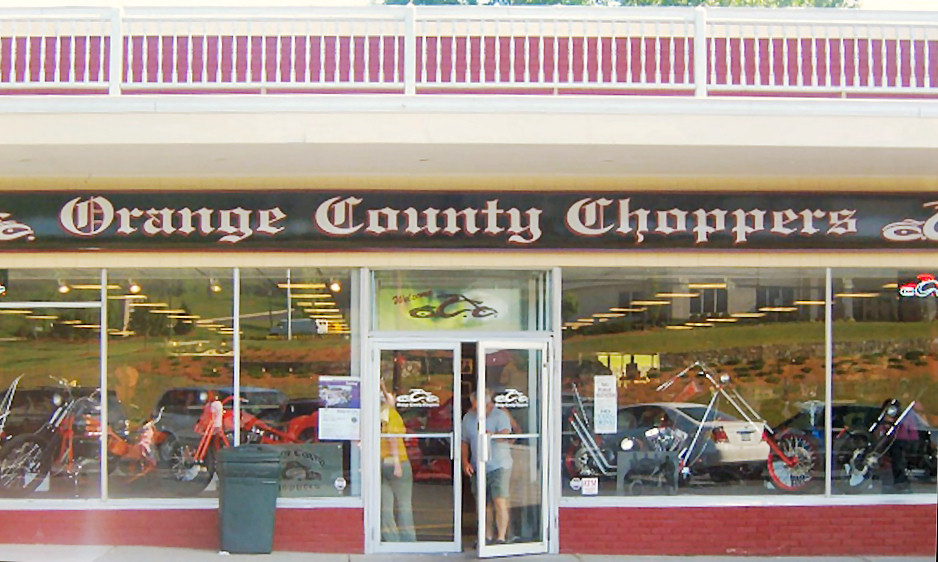
La tienda de OCC, en Montgomery, Nueva York.

Orange County Choppers (OCC) es una empresa que fabrica motocicletas personalizadas y exclusivas por encargo. Fue fundada por Paul Teutul padre  en 1999. La empresa está radicada en la ciudad de Montgomery, en el estado de Nueva York, pero como el condado de Orange neoyorquino lleva el mismo nombre que otro situado en California (en el lado opuesto de Estados Unidos), a menudo surge la confusión. Ésta ha llegado a tal extremo que Paul Teutul padre se tatuó en el brazo izquierdo las letras OCC New York.
OCC surgió como una derivación de la orientación familiar de los Teutul, que tenían una empresa siderúrgica (Orange County Ironworks, fundada en los años 70). Paul Teutul padre creó una sección dentro de dicha empresa con la intención de fabricar motocicletas, a las que era aficionado. Su primera creación fue llamada "True Blue" y presentada en el Daytona Biketoberfest® de 1999 (una conocida reunión de moteros que tiene lugar en las playas de Daytona cada mes de octubre). Con el tiempo Paul padre decidió vender el negocio del acero a su hijo Danny y dedicarse con otro de sus hijos (Paul hijo) a la fabricación de choppers.

### Choppers temáticas
Las creaciones de OCC suelen hacerse muy populares. La mayoría de ellas son encargadas por grandes organizaciones, ya sean privadas o públicas, para promover sus actividades, para honrar a ciertos grupos profesionales o, en el caso de organizaciones benéficas, para obtener recursos financieros subastándolas. En OCC diseñan tres tipos fundamentales de motos. En primer lugar, están las motos temáticas con motivos alusivos a lo que quieren promocionar, y son las más apreciadas por su exclusividad y originalidad (hay más de setenta modelos):

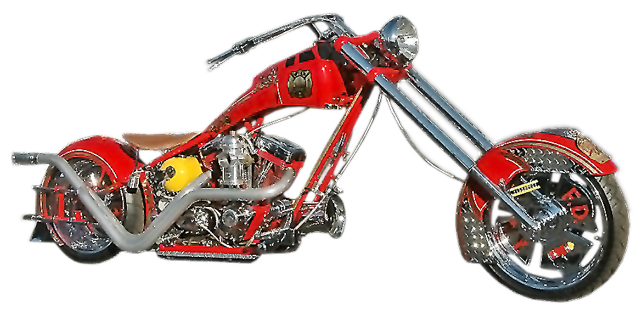
La "Fire Bike", diseñada en honor a los bomberos de Nueva York muertos en los atentados del 11-S.

Ejemplos de este tipo de creaciones son la "Fire Bike", diseñada por Paulie para conmemorar los actos heroicos del Departamento de bomberos de Nueva York durante los atentados del 11 de septiembre y que se expone en el museo del Cuerpo de dicha ciudad (la moto luce el número 343, en alusión al número de bomberos muertos). Han aceptado encargos de la NASA, del ejército estadounidense, para ayudar a los veteranos de Vietnam, o de la «Lance Armstrong Foundation», o la Wendy's bike destinada a la «Fundación Dave Thomas para la Adopción de niños», entre otros. El precio que pueden alcanzar estos ejemplares supera los 130.000 US$.
También realizan diseños para empresas privadas, como la compañía de internet GoDaddy, para los fabricantes de automóviles de la casa Lincoln, para la casa NAPA, una de las que patrocina las carreras de NASCAR (en esta ocasión cambiaron el tipo de motocicleta por una drag bike). También destaca, por el derroche de fantasía, la moto que diseñaron para el lanzamiento de la película de Eragon, que fue presentada el 15 de diciembre de 2006 en el estreno mundial en Londres. Han diseñado una moto incluso para el Vaticano.
La Black Widow es un caso excepcional, pues se trata del proyecto de Paulie para construir su chopper personal, por lo que puso en su diseño mucha dedicación y la construcción tienen muchos detalles. El motivo principal es el de una telaraña, y aunque aparentemente recuerda a los cómics de Spider-Man, en realidad está basada en las arañas de la especie Viuda negra, por lo que en la moto predominan los colores rojo y negro, junto a los cromados. La Black Widow tuvo tanto éxito entre los fanes de las choppers, se convirtió en un objeto de culto y, meses después, OCC decidió adaptar un modelo comercial más económico para la producción en serie.

### Choppers de FANtasía
Ocasionalmente, realizan motos para particulares; son las llamadas «FANtasy Bikes», motos de diseño espectacular para fans. El proceso consiste en que, tras las convocatorias hechas por Discovery Channel, los fanes envían vídeos explicando sus motivos para ser merecedores del premio. Entre los miles de candidatos que suelen presentarse son seleccionados algunos. Los ganadores hasta la fecha han sido Jeff Clegg (que recibió una moto de inspiración militar llamada Corporal Punishment), Susan Morisset (Female Snake Bike, una chopper relativamente clásica, ligera y elegante, en tonos cromados y rosas), Joseph McClendon (Custom Hog, que eligió un modelo más agresivo, de líneas cortantes y colores rojo y azul) y Bryan King (que había quedado parapléjico a raíz de un accidente de tráfico, para el que se diseñó la Vertebrate Trike, una moto-triciclo adaptada a sus minusvalías). Para estas creaciones, los Teutul suelen adaptarse al gusto de los seguidores y diseñan las motos según sus instrucciones.

### Choppers de la vieja escuela
Un gran grupo de choppers son denominadas «De la vieja escuela» (Senior Old School Series), pues en ella se plasma el gusto de Paul padre por las motos históricas. Hay unos once modelos de este tipo.

### Choppers de serie
En parte gracias a la popularidad conseguida a través de la serie de televisión y en parte por sus propios méritos, la compañía fue creciendo y decidió comenzar a construir motos en serie, más económicas, aunque menos exclusivas, para que el gran público pudiese adquirirlas. No obstante, sus productos sieguen siendo de serie limitada, con precios en torno a los 40.000 US$. De momento, hay cuatro modelos en el mercado, uno de los cuales, llamado The Web (enlace roto disponible en Internet Archive; véase el historial, la primera versión y la última)., está inspirado en la Black Widow de Paulie. The Web fue elegida por el público en competencia con otra chopper diseñada por su padre, más al estilo de la vieja escuela. Aunque Paulie ganó la votación, la propuesta de Paul padre fue muy bien acogida y también pasó a la planta de fabricación, con la denominación The Greennie (enlace roto disponible en Internet Archive; véase el historial, la primera versión y la última).. Otro de esos modelos, la T-Rex (enlace roto disponible en Internet Archive; véase el historial, la primera versión y la última)., es una de las primeras motos en las que se empleó una cortadora tridimensional de chorro de agua, que le confiere a sus guadabarros y a su depósito un diseño singular (parece vagamente inspirada en la que diseñaron para FlowCorp, pero más sencilla). Por su parte, la Splitblack (enlace roto disponible en Internet Archive; véase el historial, la primera versión y la última). destaca por la suavidad de sus curvas y la armonía en el diseño y los colores.
Actualmente, la compañía OCC ha decidido construir unas instalaciones de mayor envergadura en Newburgh (New York), aunque aún no están terminadas.

## El equipo
Aunque la serie enfatiza el protagonismo de los Teutul, en realidad muchos de los miembros del equipo tienen papeles muy importantes, llegando a convertirse también en estrellas mediáticas gracias a sus habilidades, su personalidad o sus gustos, proponiendo al espectador un elenco más amplio de personajes con los que sentirse identificado. Los Teutul han elegido una indumentaria que suele permitir identificarlos fácilmente: Paul padre, sus camisetas de tirantes, sus tatuajes y su bigote; Paul Jr., su gorra y sus gafas de sol; y Mikey, su melena un tanto descuidada y sus pantalones cortos ahora estos dos últimos rivalizando con su padre en la construcción de motos desde la empresa Paul Jr. Design, propiedad de Paul hijo.

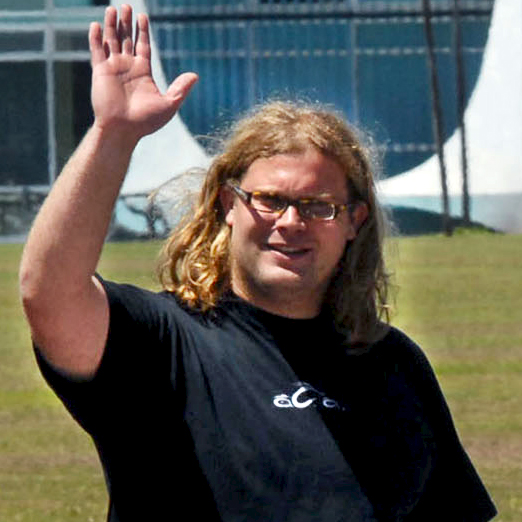
Mikey Teutul

En general, Paul padre, como jefe de la empresa, supervisa el trabajo y hace ciertas labores administrativas, aunque a menudo construye personalmente algunas motos. En su juventud trabajo en la marina mercante y a pesar de lo que piensa mucha gente nunca en el ejército, en el pasado abuso del alcohol y las drogas, es un hombre maduro de físico impresionante, en gran parte gracias a su afición al culturismo y otros deportes de gimnasio— junto a su gran bigote y a sus típicas camisetas de tirantes por las que luce numerosos tatuajes; su fuerte carácter provocaba algunos altercados con su hijo mayor, Paulie (Paul hijo).
En la temporada 7 Paul Jr. dejó OCC para crear su propia empresa, Paul Jr. Design, por rivalidades con su padre, llevándose con él a Mikey.

## Otros personajes
«Básicamente ellos se gritan y nosotros construimos motos»
Vinnie

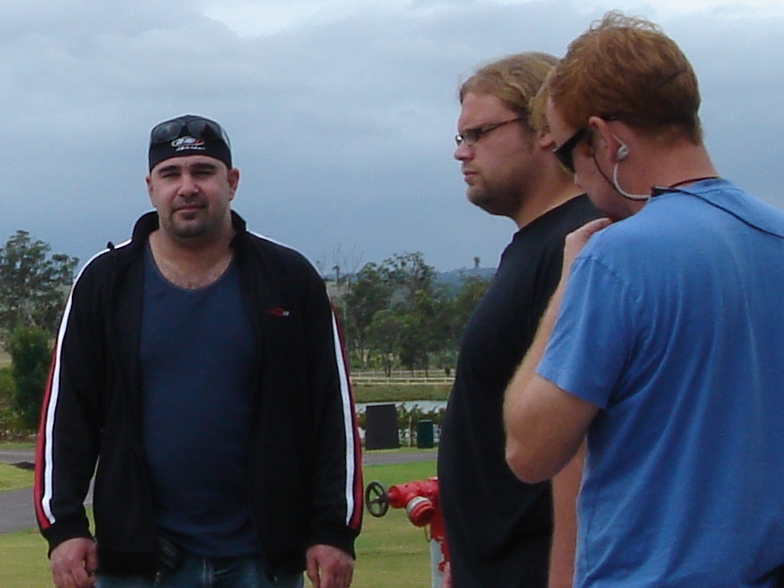
Vinnie y Mikey.

Vinnie (Vincent DiMartino) es el mecánico más respetado de la factoría. Aunque trabajaba en OCC también se dedica a los automóviles. De hecho, su carrera comenzó a los nueve años en el taller mecánico de su padre. Conoce a Paulie desde la infancia, razón por la que éste le contrató al abrir la empresa, y a menudo trabajan hombro con hombro. Sin embargo, Vinnie ha decidido abandonar OCC en verano de 2007. Aunque no ha dado explicaciones públicas, se especula acerca de la excesiva presión que sufre con el programa televisivo, aunque otros creen que está preparando su propio show. Actualmente, Vinnie vuelve a trabajar con Paul Jr. rivalizando con OCC.
Ricky (Richard Petko) es otro de los grandes mecánicos. Aunque puede hacer de todo, es especialista en el moldeo y la soldadura de la chapa, por lo que habitualmente se encarga de plasmar los complejos diseños de depósitos de aceite y gasolina de las motos de OCC. Ricky es un amante de las motos de la vieja escuela, por lo que siente cierta sintonía con Paul padre en ese sentido.
Cody (Cody Connelly) ha estado compaginando su trabajo en el taller con sus estudios en diversas escuelas de mecánica de vehículos. Dada su corta edad (cumplió 19 en agosto de 2007), su biografía no ha sido divulgada por razones de intimidad, pero en el taller es tratado como un aprendiz y a veces es víctima de novatadas varias. Actualmente trabaja junto con Vinnie en la empresa V-Force Customs.
Jason (Jason Gabriel Pohl) es el nuevo diseñador gráfico de OCC. Es muy joven y suele utilizar varias aplicaciones informáticas, unas de diseño gráfico, otras tipo CAD y otras para el renderizado en 3D, que suele manejar con una pantalla-tableta Cintiq de Wacom que ha personalizado con llamas. De este modo, muchos de los diseños van directamente a la maquinaria cortadora por chorro de agua.

## Trama
La rola serie se basa en dos aspectos fundamentales: uno de tipo documental sobre el montaje de motos chopper y otra de tipo dramático sobre la convivencia de la familia Teutul y los empleados de OCC. Los protagonistas no son actores, pero se muestran muy naturales, ignorando la presencia de las cámaras (al menos aparentemente). Habitualmente la construcción de cada modelo dura dos capítulos. También hay episodios especiales que se salen de esta temática, como los que tratan de actividades familiares (las vacaciones de los Teutul en Europa, salidas de los empleados para divertirse, esquiar o, simplemente, hacer el gamberro) o actos promocionales.
Uno de los factores más típicos del show son las discusiones verbales entre Paul padre y Paul Jr., a veces acompañadas de golpes a las paredes o destrucción de puertas. Paul Jr. suele pensarse mucho las cosas, lo que hace que su padre se ponga nervioso por la lentitud con que avanzan los montajes. También surgen discusiones por los descansos que se toma Paul hijo, a menudo sin avisar, o porque habla demasiado por su teléfono móvil. Otras veces, resulta evidente que Paul padre está tenso y ataca a su hijo sin motivo justificado. Las riñas suelen ir en aumento a medida que se acerca la fecha estimada para terminar las motos.

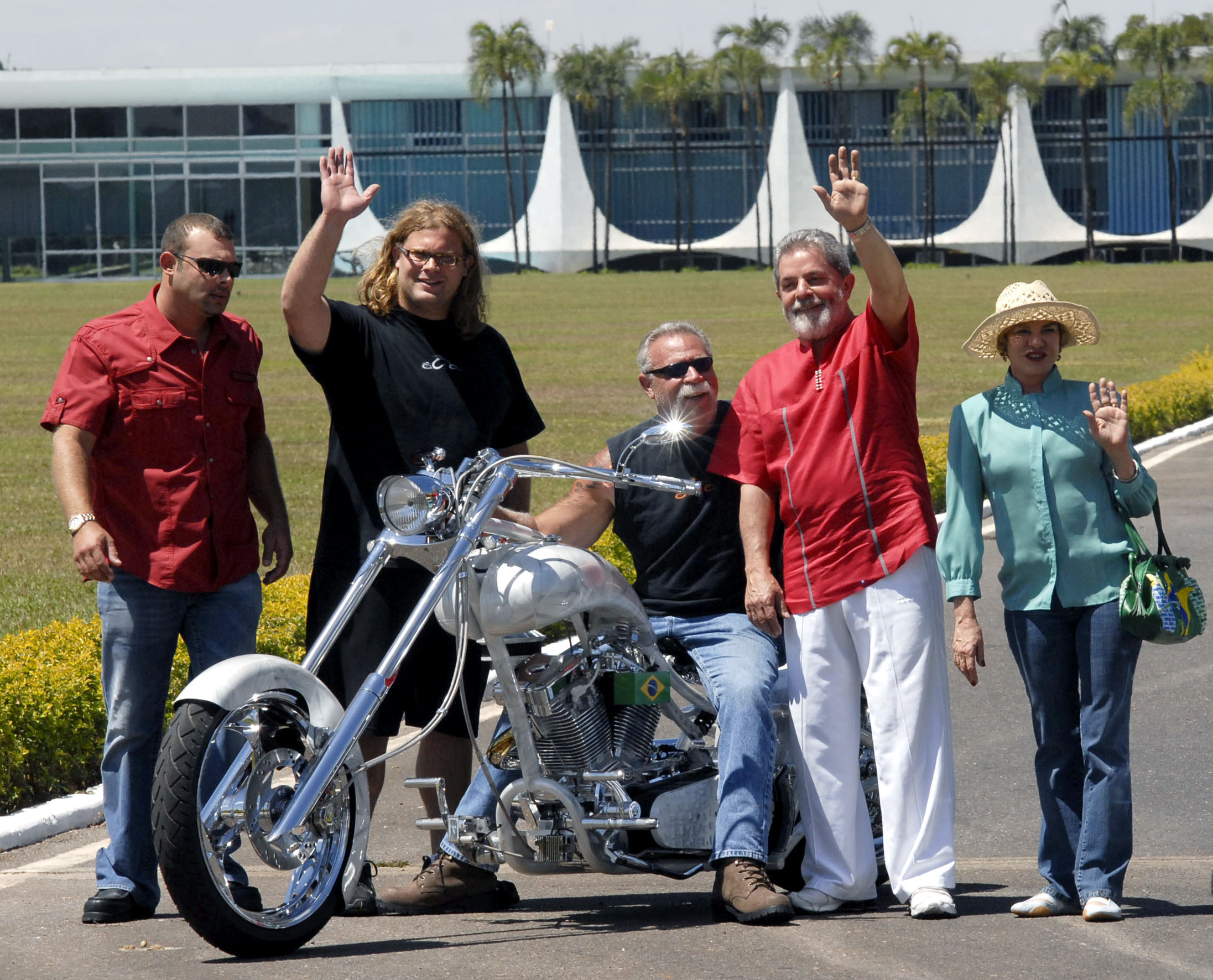
Paulie, Mikey y Paul Teutul junto a Lula da Silva y su esposa.